# 马丁·哈塞
马丁·哈塞（德語：Martin Hasse，1970年2月21日—），德国男子赛艇运动员。他曾代表德国参加意大利米兰举行的2003年世界赛艇锦标赛，获得男子轻量级八人单桨有舵手金牌。